# 에덴공원
에덴공원은 부산광역시 사하구 하단동에 있는 공원이다. 1972년 6월 26일 부산광역시의 기념물 제24호로 지정되었다가, 1978년 11월 3일 문화재 지정이 해제되었다.

## 참고 문헌
- 에덴공원 - 국가유산청 국가유산포털